# Hércules en el centro de la Tierra
Hércules en el centro de la Tierra (en italiano: Ercole al centro della terra) es una película italiana dirigida por Mario Bava y Franco Prosperi (1926 - 2004), y con el culturista Reg Park en el papel de Hércules y Christopher Lee en el de su némesis: Lico. Estrenada en 1961, es la secuela de La conquista de la Atlántida. 
Hércules en el centro de la Tierra es una de las películas más alabadas de su género.[cita requerida] La dirección de Bava establece una atmósfera que eleva la película por encima del nivel de calidad habitual en esas producciones.

## Argumento
De vuelta de sus viajes, Hércules se entera de que su amante, la princesa Deyanira, ha perdido la cordura. Según el oráculo de Medea, la única esperanza de Deyanira es la Piedra de la Memoria, oculta muy hondo en el reino de Hades. Con dos compañeros, Teseo y Telémaco, Hércules se embarca en una aventura peligrosa para hacerse con la piedra, aun siendo consciente de que el tutor de Deyanira, el rey Lico, es el único responsable de su condición y la ansía como esposa. Lico es, de hecho, quien maneja las fuerzas oscuras del mundo infernal y las hace actuar contra Hércules para detenerlo. 
El punto culminante muestra a Hércules matando a Lico con una piedra gigante y lanzando otras grandes piedras similares a un ejército de muertos vivientes.

## Análisis
Como de costumbre, el director Mario Bava, por su experiencia como director de fotografía, con un presupuesto modesto y utilizando su ingenio lleva a cabo un ejercicio visual por medio de luces de colores, claroscuros y trampantojos de todo tipo para crear un universo subterráneo y macabro, lleno de criaturas extrañas. 
Si en principio parece que no hay duda de que el carácter de Lico pertenece al mundo de los muertos y lo sobrenatural, en un momento de la película, además, parece que se trata de un vampiro. Son detalles como la presencia del actor Christopher Lee, su reciente notoriedad por su personaje de Drácula (1958) y la traducción oportunista del título en muchos países como Hércules contra los vampiros los que sugieren la naturaleza vampírica del personaje de Lico. Sin embargo, la película no sabe aprovechar el aura siniestra del actor inglés, y deja algunas dudas sobre la verdadera naturaleza del personaje y la función que desempeña en esta muestra del arte del peplum que es el más famoso ejemplo de su subgénero fantástico. 
La fugaz carrera cinematográfica del culturista británico Reg Park, futuro mentor de Arnold Schwarzenegger, sigue siendo memorable por contar con cinco de los títulos más originales del género, incluyéndose este entre ellos.

## Ficha técnica
- Título español: Hércules en el centro de la Tierra
- Título original: Ercole al centro della terra
- Directores: Mario Bava, Franco Prosperi (1926 - 2004)
- Guion: Mario Bava, Sandro Continenza (1920 - 1996), Franco Prosperi y Duccio Tessari
- Producción: Achille Piazzi
- Productora: SpA Cinematográfica
- Música: Armando Trovajoli
- Fotografía: Mario Bava
- Montaje: Mario Serandrei (1907 - 1966)
- Diseñador: Franco Lolli (1910 - 1966)
- Vestuario: Mario Giorsi
- País de origen: Italia
- Formato: Color - 2,35:1 - Mono - 35 mm
- Género: Acción, aventura, fantasía, horror
- Duración: 81 minutos
- Fecha de estreno: 16 de noviembre de 1961 (Italia)

## Reparto
- Reg Park: Hércules (Heracles)
- Christopher Lee: El rey Lico
- Leonora Ruffo (1936 - 2007): La princesa Deyanira
- George Ardisson: Teseo
- Marisa Belli (n. 1933): Aretusa
- Ida Galli (1942 - 1960): Perséfone
- Franco Giacobini (n. 1926); en la versión francesa, Jacques Dynam: Telémaco
- Mino Doro (n. 1903): Keros
- Rosalba Neri: Helena
- Ely Drago: Yocasta
- Gaia Germani (n. 1942): Medea
- Aldo Podinotti: Sunís
- Grazia Collodi: Electra

## Miscelánea
En la versión en inglés, Christopher Lee fue doblado por otro actor. 
El breve prólogo en el que Lico invoca a la Luna y a las fuerzas de la oscuridad fue redescubierto en los años 90.